# Alexander Jannasch
Alexander Jannasch (* 6. September 1947 in Ahrenshoop) ist ein deutscher Jurist, der von 1999 bis 2012 Richter am Bundesverwaltungsgericht war.

## Leben
Alexander Jannasch wurde geboren als Sohn des Kunsthistorikers Adolf Jannasch und der Ökonomin Alice geb. Breu. Er studierte Rechtswissenschaft an der Freien Universität Berlin und der Universität Freiburg. Es schloss sich das Referendariat an, das er mit dem zweiten juristischen Staatsexamen beendete. An der Universität Oxford erwarb er hiernach noch den Abschluss eines Diploma in Law.
Seine berufliche Karriere begann er 1976 am Verwaltungsgericht Freiburg. 1979 promovierte er dann noch an der Universität Freiburg zum Thema Regionalplanung und Bauleitplanung in England. Er wurde vom Verwaltungsgericht Freiburg an das  Bundesverfassungsgericht (wissenschaftlicher Mitarbeiter bei Präsident Wolfgang Zeidler 1982 bis 1987) und an den Verwaltungsgerichtshof Baden-Württemberg abgeordnet. 1988 erfolgte die Ernennung zum Richter am Verwaltungsgerichtshof Baden-Württemberg.
Im Dezember 1999 wurde Jannasch zum Richter am Bundesverwaltungsgericht ernannt. Er gehörte dem 4. Revisionssenat an, der sich während seiner Amtszeit mit Bau- und Bodenrecht, Raumordnungsrecht, Straßen- und Wegerecht und dem Recht der Anlage und des Betriebes von Flugplätzen befasste. Zum 1. November 2012 trat er in den Ruhestand.
Neben seiner richterlichen Tätigkeit war er Schriftleiter und später Mitherausgeber der Verwaltungsblätter für Baden-Württemberg.